# Подгорје Бистричко
Подгорје Бистричко је насељено место у саставу општине Марија Бистрица у Крапинско-загорској жупанији, Хрватска. До територијалне реорганизације у Хрватској налазило се у саставу старе општине Доња Стубица.

## Становништво
На попису становништва 2011. године, Подгорје Бистричко је имало 904 становника.

## Попис1991.
На попису становништва 1991. године, насељено место Подгорје Бистричко је имало 1.019 становника, следећег националног састава:
| Попис 1991.‍   | Попис 1991.‍  | Попис 1991.‍ | Попис 1991.‍ | Попис 1991.‍ |
| ------------- | ------------ | ----------- | ----------- | ----------- |
|               |              |             |             |             |
| Хрвати        | Хрвати       |             | 996         | 97,74%      |
| Југословени   | Југословени  |             | 6           | 0,58%       |
| Словенци      | Словенци     |             | 6           | 0,58%       |
| Срби          | Срби         |             | 2           | 0,19%       |
| Муслимани     | Муслимани    |             | 1           | 0,09%       |
| неопредељени  | неопредељени |             | 5           | 0,49%       |
| непознато     | непознато    |             | 3           | 0,29%       |
| укупно: 1.019 |              |             |             |             |